# Списак словеначких писаца и песника у Мађарској
Списак словеначких писаца и песника у Мађарској.
А · Б · В · Г · Д · Ђ · Е · Ж · З · И · Ј · К · Л · Љ · М · Н · Њ · О · П · Р · С · Т · Ћ · У · Ф · Х · Ц · Ч · Џ · Ш

## А
- Имре Аугустич

## Б
- Јожеф Багари
- Марија Бајзек Лукач
- Михао Бакош
- Штеван Балер
- Ирена Барбер
- Михао Барла
- Иван Баша
- Јожеф Баша Мирослав
- Балаж Берке
- Франц Берке
- Иван Берке
- Михао Берталанитш
- Франц Биквич
- Адам Бокањ
- Јожеф Боровњак

## В
- Михао Север Ванеча

## Г
- Алојз Гашпар
- Карел Гашпар
- Матјаж Година
- Јожеф Гостоњ
- Франц Гумилар

## Д
- Михаел Домјан
- Јанош Дончец
- Алојз Дравец

## Ђ
- Ђерђ Ђурђовитш

## Ж
- Штеван Жемљич
- Јанош Жупанек
- Михаел Жупанек

## З
- Терезија Закоуч

## И
- Фран Иваноци

## Ј
- Иван Јагодич
- Иван Јерич

## К
- Јанош Кардош
- Флориш Кихар
- Јанош Кихар
- Штеван Кихар (I)
- Штеван Кихар (II)
- Јожеф Клекл ст.
- Јожеф Клекл мл.
- Јанош Коцет
- Петер Колар
- Михао Колоша
- Јожеф Конколич
- Јожеф Кошич
- Михаел Котсмар
- Јирко Коус
- Лачи Ковач
- Миклош Ковач
- Штеван Коватш
- Штеван Козел
- Јожеф Козо
- Карел Крајцар
- Матјаш Крајцар
- Штеван Кизмич
- Миклош Кизмич

## Л
- Миклош Леген
- Мирко Ленаршич
- Штеван Лилик
- Адам Лутар
- Грегор Лутар
- Михао Лутар
- Миклош Лутар
- Павел Лутар
- Агошт Петер Лутарич

## М
- Франц Марич
- Ференц Меркли
- Душан Мукич
- Францек Мукич
- Марија Козар Мукич
- Јанош Муркович

## Н
- Габријел Ненчич
- Давид Новак

## О
- Франц Ошлаи

## П
- Штеван Паули
- Август Павел
- Ирена Павлич
- Иван Перша
- Штеван Перша
- Штеван Пинтер
- Јожеф Пустаи

## Р
- Ференц Рапоша
- Вендел Раткович
- Александер Рогач
- Андраш Роган
- Кантор-школник Ружич

## С
- Јакоб Сабар
- Јожеф Сакович
- Иван Саласеги
- Јанош Слепец
- Штеван Селмар
- Штеван Сијарто
- Јожеф Смодиш
- Штеван Смодиш
- Ладислав Соботин
- Марјана Сукич
- Михаел Светец

## Т
- Франц Талањи
- Франц Темлин
- Александер Терплан
- Михал Терплан

## Ф
- Адам Фаркаш
- Иван Флисар
- Јанош Флисар

## Х
- Јожеф Хирнек
- Катарина Мунда Хирнек
- Јанош Ходач
- Марија Ходач
- Карчи Холец
- Андраш Хорват
- Ференц Хил

## Ц
- Ференц Целец
- Јури Ципот
- Рудолф Ципот

## Ш
- Јанош Шадл
- Фран Шбил
- Јанош Шинкох
- Антон Штеванец